# Bardolino Verona Calcio Femminile 2007-2008
Questa voce raccoglie le informazioni riguardanti l'Associazione Sportiva Dilettantistica Bardolino Verona Calcio Femminile nelle competizioni ufficiali della stagione 2007-2008.

## Stagione
La stagione si conclude con la conquista del terzo Scudetto, il secondo consecutivo, ottenuto con una giornata d'anticipo battendo le storiche rivali della Eurospin Torres.

## Divise e sponsor
La tenuta di gioco riproponeva i colori della provincia di Verona blu e giallo con lo schema già utilizzato nelle precedenti stagioni, maglia gialla a strisce azzurre abbinata a pantaloncini azzurri e calzettoni gialli nella prima, completamente bianca nella seconda e con la sola maglia gialla, pantaloncini azzurri e calzettoni gialli o azzurri nella terza. Lo sponsor era Aqua Centropose.
|  | 1ª divisa |  | 2ª divisa |  | 3ª divisa |  | 4ª divisa (Women's Cup) |

## Organigramma societario
Tratto dal sito Football.it.
Area amministrativa
- Presidente: Marcello Battistoli
- Direttore Generale: Daniele Tommasi
- Direttore sportivo: Massimo Albrigo
- Segretario Generale: Daniele Perina
- Addetto stampa: Flavio Pasetto

Area tecnica
- Allenatore: Renato Longega
- Allenatore portieri: Giovanni Avesani
- Preparatore atletico: Lorenzo Pettene
- Allenatore Primavera: Alberto Vanoni

Area sanitaria
- Massofisioterapista: Domenico Perricone

## Rosa
Rosa e ruoli tratti dal sito Football.it.
| N. |                        | Ruolo | Calciatrice          |
| -- | ---------------------- | ----- | -------------------- |
|    | Italia (bandiera)      | P     | Carla Brunozzi       |
|    | Italia (bandiera)      | P     | Melania Mazzurana    |
|    | Stati Uniti (bandiera) | P     | Anna Maria Picarelli |
|    | Italia (bandiera)      | D     | Michela Ledri        |
|    | Italia (bandiera)      | D     | Valeria Magrini      |
|    | Italia (bandiera)      | D     | Raffaella Manieri    |
|    | Italia (bandiera)      | D     | Giorgia Motta        |
|    | Italia (bandiera)      | D     | Maria Sorvillo       |
|    | Italia (bandiera)      | D     | Roberta Stefanelli   |
|    | Italia (bandiera)      | C     | Laura Barbierato     |

| N. |                   | Ruolo | Calciatrice         |
| -- | ----------------- | ----- | ------------------- |
|    | Italia (bandiera) | C     | Valentina Boni      |
|    | Italia (bandiera) | C     | Michela Lonardi     |
|    | Italia (bandiera) | C     | Martina Mencaccini  |
|    | Italia (bandiera) | C     | Silvia Toselli      |
|    | Italia (bandiera) | C     | Alessia Tuttino     |
|    | Italia (bandiera) | C     | Evelyn Vicchiarello |
|    | Italia (bandiera) | A     | Melania Gabbiadini  |
|    | Italia (bandiera) | A     | Cristiana Girelli   |
|    | Italia (bandiera) | A     | Patrizia Panico     |
|    | Italia (bandiera) | A     | Rachele Perobello   |

## Calciomercato

### Sessione estiva
| Acquisti | Acquisti            | Acquisti         | Acquisti   |
| R.       | Nome                | da               | Modalità   |
| -------- | ------------------- | ---------------- | ---------- |
| D        | Valeria Magrini     | Vigor Senigallia | definitivo |
| D        | Raffaella Manieri   | Torino           | definitivo |
| C        | Martina Mencaccini  | Vigor Senigallia | definitivo |
| C        | Evelyn Vicchiarello | Vigor Senigallia | definitivo |
| A        | Rachele Perobello   | San Martino      | definitivo |

| Cessioni | Cessioni             | Cessioni          | Cessioni   |
| R.       | Nome                 | a                 | Modalità   |
| -------- | -------------------- | ----------------- | ---------- |
| D        | Filomena De Vincenzo | Riozzese          | definitivo |
| D        | Moira Placchi        | Verona Frutta Più | definitivo |
| D        | Michela Rodella      | Venezia 1984      | definitivo |
| C        | Francesca Pividori   | Pordenone         | definitivo |
| A        | Susanna Manzoni      | Brescia           | definitivo |
| A        | Debora Mascanzoni    | Carianese         | definitivo |
| A        | Penelope Riboldi     | Atalanta          | definitivo |

## Risultati

### Serie A

#### Girone di andata
| Arbitro: | Matteo Mauri (Trento) |

|                                         |           |  |
| Gabbiadini 41’ Panico 63’ Perobello 92’ | Marcatori |  |

| Arbitro: | Davide Sozzo (Bassano del Grappa) |

|  |           |                                                                         |
|  | Marcatori | 22’, 72’, 90’ Boni 35’, 76’ Gabbiadini 41’, 48’, 63’ Panico 44’ Tuttino |

| Arbitro: | Andrea Pozzato (Bassano del Grappa) |

|                                                                |           |  |
| Girelli 26’ Panico 52’, 62’, 85’ Manieri 71’ Maglio 90’ (aut.) | Marcatori |  |

| Arbitro: | ? Sciortino (San Giovanni Valdarno) |

|  |           |                            |
|  | Marcatori | 81’ Toselli 91’ Gabbiadini |

| Arbitro: | Marco Novellino (Brescia) |

|                          |           |  |
| Panico 15’ Boni 29’, 44’ | Marcatori |  |

| Arbitro: | Giuseppe Paladino (Rovereto) |

|                         |           |            |
| Mangili 32’ Riboldi 72’ | Marcatori | 82’ Panico |

| Arbitro: | Massimo Pasolini (Brescia) |

|                                                                     |           |  |
| Girelli 21’ Gabbiadini 45’ Boni 48’, 60’ Stefanelli 63’ Tuttino 78’ | Marcatori |  |

| Arbitro: | Marco Novellino (Brescia) |

|            |           |                |
| Sodini 29’ | Marcatori | 77’ Gabbiadini |

| Arbitro: | Walther Colì (Bologna) |

|                                                            |           |  |
| Motta 28’ Panico 63’ Bissoli 80’ (aut.) Girelli 92’ (rig.) | Marcatori |  |

| Arbitro: | Gianluca Romano (Cagliari) |

|             |           |                                                            |
| Perelli 41’ | Marcatori | 10’, 26’ Vicchiarello 29’, 33’, 57’ Panico 52’ (rig.) Boni |

| Arbitro: | Matteo Mauri (Trento) |

|                                    |           |  |
| Boni 7’ Mencaccini 44’ Tuttino 79’ | Marcatori |  |

#### Girone di ritorno
| Arbitro: | Nicola Zuliani (Biella) |

|  |           |                                                      |
|  | Marcatori | 26’, 38’, 57’, 69’ Panico 56’ Girelli 90’ Gabbiadini |

| Arbitro: | Stefano Longo (Bergamop) |

|                                                                                      |           |  |
| Barbierato 15’ Girelli 27’ Panico 34’, 86’ Vicchiarello 56’, 61’ Gabbiadini 80’, 90’ | Marcatori |  |

| Arbitro: | Stefano Zoia (Treviso) |

|              |           |                                                                                 |
| Bortolus 92’ | Marcatori | 13’, 74’ Vicchiarello 58’, 75’ Panico 77’ Toselli 78’ Gabbiadini 82’ Mencaccini |

| Arbitro: | Massimo Pasolini (Brescia) |

|                                   |           |  |
| Panico 3’, 53’ Gabbiadini 9’, 16’ | Marcatori |  |

| Monza 23 febbraio 2008 16ª giornata | Fiammamonza               | 0 – 0 referto | Bardolino Verona | Stadio Gino Alfonso Sada\| Arbitro: \| Andrea Ricciardi (Novara) \| |
| Arbitro:                            | Andrea Ricciardi (Novara) |               |                  |                                                                     |

| Arbitro: | Christian Marzadro (Rovereto) |

|                                            |           |  |
| Panico 54’, 82’ Girelli 66’ Gabbiadini 91’ | Marcatori |  |

| Arbitro: | Lorenzo Ciardelli (Carrara) |

|              |           |            |
| Sabatino 14’ | Marcatori | 90’ Panico |

| Arbitro: | Umberto Parimbelli (Bergamo) |

|                                            |           |  |
| Gabbiadini 4’, 37’ Tuttino 17’ Manieri 66’ | Marcatori |  |

| Arbitro: | Luca Zanette (Conegliano) |

|                       |           |                                                      |
| Bissoli 60’ Mauro 85’ | Marcatori | 16’ Boni 41’ Vicchiarello 63’ Tuttino 77’ Gabbiadini |

| Arbitro: | Massimo Pasolini (Brescia) |

|                                      |           |           |
| Tuttino 7’ Panico 38’ Gabbiadini 54’ | Marcatori | 17’ Conti |

| Arbitro: | Melissa Gelmini (Bergamo) |

|              |           |             |
| Ferretti 11’ | Marcatori | 38’ Tuttino |

### Coppa Italia

#### Spareggio per completamento tabellone degli ottavi di finale
| Capo d'Orlando 2007 | Upea Orlandia 97 | 0 – 3 | Bardolino Verona | Stadio comunale Ciccino Micale |

#### Ottavi di finale
| Arbitro: | Manuel La Ferla (Bolzano) |

|                |           |                                                      |
| Silbernagl 41’ | Marcatori | 10’, 43’ Gabbiadini 17’, 74’, 76’ Panico 55’ Girelli |

| Arbitro: | Paladino (Verona) |

| |           |  |
| Manieri 1’, 34’ Boni 6’, 58’, 80’, 88’ Perobello 12’ Vicchiarello 62’ Mencaccini 69’ Gabbiadini 87’ | Marcatori |  |

#### Quarti di finale
| Arbitro: | Andrea Milan (Padova) |

|                                                                      |           |             |
| Panico 16’, 32’ Gabbiadini 67’ Boni 83’ Tuttino 89’ Vicchiarello 92’ | Marcatori | 58’ Brumana |

| Arbitro: | Zanetti (Conegliano) |

|             |           |                         |
| Brumana 20’ | Marcatori | 3’, 62’, 85’ Gabbiadini |

#### Semifinali
| Arbitro: | De Fina (Vibo Valentia) |

|            |           |  |
| Panico 43’ | Marcatori |  |

| Monza 31 maggio 2008, ore 15:00 CEST Ritorno                                          | Fiammamonza | 1 – 3                                     | Bardolino Verona | Stadio Gino Alfonso Sada |
| \| \| \| \| \| Ricco 25’ \| Marcatori \| 4’ Gabbiadini 17’ (rig.) Boni 70’ Tuttino \| |             |                                           |                  |                          |
|                                                                                       |             |                                           |                  |                          |
| Ricco 25’                                                                             | Marcatori   | 4’ Gabbiadini 17’ (rig.) Boni 70’ Tuttino |                  |                          |

#### Finale
| Arbitro: | Andrea Ceol (Merano) |

|                                |           |                        |
| Boni 21’, 58’ Vicchiarello 75’ | Marcatori | 8’ Perelli 63’ Fuselli |

| Arbitro: | Roland Topulli (Milano) |

|              |           |  |
| Iannella 24’ | Marcatori |  |

### Supercoppa
| Arbitro: | Alessandro Silvestri (Milano) |

|                |           |  |
| Boni 9’ (rig.) | Marcatori |  |

### Women's Cup

#### Prima fase a gironi
Gruppo A5
| Lubiana 9 agosto 2007 | Bardolino Verona | 16 – 0 | Birkirkara |  |
| \| \| \| \| \| Vicchiarello 2’, 26’ ? 6’ (aut.) Tuttino 13’, 31’ Gabbiadini 15’, 29’, 53’ Boni 32’, 36’, 67’ Panico 49’, 72’, 73’ Girelli 85’ Motta 87’ \| Marcatori \| \| |                  |        |            |  |
| |                  |        |            |  |
| Vicchiarello 2’, 26’ ? 6’ (aut.) Tuttino 13’, 31’ Gabbiadini 15’, 29’, 53’ Boni 32’, 36’, 67’ Panico 49’, 72’, 73’ Girelli 85’ Motta 87’                                   | Marcatori        |        |            |  |

| Domžale 11 agosto 2007, ore 20:00 CEST                                                  | Krka      | 0 – 5                                                 | Bardolino Verona | Športni Park |
| \| \| \| \| \| \| Marcatori \| 21’, 40’ Panico 49’ Boni 54’ Tuttino 61’ Vicchiarello \| |           |                                                       |                  |              |
|                                                                                         |           |                                                       |                  |              |
|                                                                                         | Marcatori | 21’, 40’ Panico 49’ Boni 54’ Tuttino 61’ Vicchiarello |                  |              |

| Lubiana 14 agosto 2007, ore 18:00 CEST           | Bardolino Verona | 1 – 0 | Athletic Bilbao |  |
| \| \| \| \| \| Gabbiadini 11’ \| Marcatori \| \| |                  |       |                 |  |
|                                                  |                  |       |                 |  |
| Gabbiadini 11’                                   | Marcatori        |       |                 |  |

#### Seconda fase a gironi
Gruppo B1
| 11 ottobre 2007                                                                             | Bardolino Verona | 3 – 2                     | Neulengbach |  |
| \| \| \| \| \| Panico 47’ Tuttino 61’ Boni 75’ \| Marcatori \| 29’ Celouch 58’ Gstöttner \| |                  |                           |             |  |
|                                                                                             |                  |                           |             |  |
| Panico 47’ Tuttino 61’ Boni 75’                                                             | Marcatori        | 29’ Celouch 58’ Gstöttner |             |  |

| 13 ottobre 2007                                                                                       | Bardolino Verona | 5 – 1           | Alma-KTZh |  |
| \| \| \| \| \| Panico 10’, 52’ Gabbiadini 33’ Boni 68’ Manieri 85’ \| Marcatori \| 70’ Kirgizbaeva \| |                  |                 |           |  |
| |                  |                 |           |  |
| Panico 10’, 52’ Gabbiadini 33’ Boni 68’ Manieri 85’                                                   | Marcatori        | 70’ Kirgizbaeva |           |  |

| 16 ottobre 2007                                                                                        | Arsenal   | 3 – 3                           | Bardolino Verona |  |
| \| \| \| \| \| Fleeting 27’ Sanderson 48’ Smith 85’ \| Marcatori \| 49’ Gabbiadini 85’, 90’ Manieri \| |           |                                 |                  |  |
| |           |                                 |                  |  |
| Fleeting 27’ Sanderson 48’ Smith 85’                                                                   | Marcatori | 49’ Gabbiadini 85’, 90’ Manieri |                  |  |

#### Quarti di finale
| Arbitro: | Christine Beck |

|  |           |                 |
|  | Marcatori | 13’ Christensen |

| Arbitro: | Nicole Petignat |

|                                              |                      |                                      |
|                                              | Marcatori            | 37’ Tuttino                          |
| Jensen Nielsen Sørensen Christensen Pedersen | Tiri di rigore 2 – 3 | Boni Panico Gabbiadini Motta Tuttino |

#### Semifinali
| Arbitro: | Claudine Brohet |

|                                |           |                          |
| Pohlers 5’, 81’ Prinz 19’, 79’ | Marcatori | 47’ Motta 83’ Gabbiadini |

| Arbitro: | Maaren Olander |

|  |           |                                       |
|  | Marcatori | 68’ Thomas 80’ Garefrekes 81’ Pohlers |

## Statistiche

### Statistiche di squadra
| Competizione        | Punti | In casa | In casa | In casa | In casa | In casa | In casa | In trasferta | In trasferta | In trasferta | In trasferta | In trasferta | In trasferta | Totale | Totale | Totale | Totale | Totale | Totale | DR   |
| Competizione        | Punti | G       | V       | N       | P       | Gf      | Gs      | G            | V            | N            | P            | Gf           | Gs           | G      | V      | N      | P      | Gf     | Gs     | DR   |
| ------------------- | ----- | ------- | ------- | ------- | ------- | ------- | ------- | ------------ | ------------ | ------------ | ------------ | ------------ | ------------ | ------ | ------ | ------ | ------ | ------ | ------ | ---- |
| Serie A             | 55    | 11      | 11      | 0       | 0       | 48      | 1       | 11           | 6            | 4            | 1            | 38           | 9            | 22     | 17     | 4      | 1      | 86     | 10     | +76  |
| Coppa Italia        | -     | 4       | 4       | 0       | 0       | 20      | 3       | 5            | 4            | 0            | 1            | 15           | 4            | 9      | 8      | 0      | 1      | 35     | 7      | +28  |
| Supercoppa italiana | -     | -       | -       | -       | -       | -       | -       | -            | -            | -            | -            | -            | -            | 1      | 1      | 0      | 0      | 1      | 0      | +1   |
| UEFA Women's Cup    | -     | -       | -       | -       | -       | -       | -       | -            | -            | -            | -            | -            | -            | 10     | 6      | 1      | 3      | 36     | 14     | +22  |
| Totale              | -     | -       | -       | -       | -       | -       | -       | -            | -            | -            | -            | -            | -            | 42     | 32     | 5      | 5      | 158    | 31     | +127 |

### Statistiche delle giocatrici
| Giocatore       | Serie A  | Serie A | Serie A     | Serie A    | Coppa Italia | Coppa Italia | Coppa Italia | Coppa Italia | Supercoppa | Supercoppa | Supercoppa  | Supercoppa | Women's Cup | Women's Cup | Women's Cup | Women's Cup | Totale   | Totale | Totale      | Totale     |
| Giocatore       | Presenze | Reti    | Ammonizioni | Espulsioni | Presenze     | Reti         | Ammonizioni  | Espulsioni   | Presenze   | Reti       | Ammonizioni | Espulsioni | Presenze    | Reti        | Ammonizioni | Espulsioni  | Presenze | Reti   | Ammonizioni | Espulsioni |
| --------------- | -------- | ------- | ----------- | ---------- | ------------ | ------------ | ------------ | ------------ | ---------- | ---------- | ----------- | ---------- | ----------- | ----------- | ----------- | ----------- | -------- | ------ | ----------- | ---------- |
| L. Barbierato   | 18       | 1       | 2           | 0          | ?            | ?            | ?            | ?            | ?          | 0          | ?           | ?          | ?           | ?           | ?           | ?           | 18+      | 1+     | 2+          | 0+         |
| V. Boni         | 16       | 10      | 0           | 0          | ?            | ?            | ?            | ?            | ?          | 0          | ?           | ?          | ?           | 6           | ?           | ?           | 16+      | 16+    | 0+          | 0+         |
| C. Brunozzi     | 17       | -6      | 0           | 0          | ?            | ?            | ?            | ?            | ?          | 0          | ?           | ?          | ?           | ?           | ?           | ?           | 17+      | -6+    | 0+          | 0+         |
| M. Gabbiadini   | 22       | 17      | 1           | 0          | ?            | ?            | ?            | ?            | ?          | 0          | ?           | ?          | ?           | 7           | ?           | ?           | 22+      | 24+    | 1+          | 0+         |
| C. Girelli      | 22       | 6       | 0           | 0          | ?            | ?            | ?            | ?            | ?          | 0          | ?           | ?          | ?           | 1           | ?           | ?           | 22+      | 7+     | 0+          | 0+         |
| M. Ledri        | 18       | 0       | 0           | 0          | ?            | ?            | ?            | ?            | ?          | 0          | ?           | ?          | ?           | ?           | ?           | ?           | 18+      | 0+     | 0+          | 0+         |
| M. Lonardi      | 4        | 0       | 0           | 0          | ?            | ?            | ?            | ?            | ?          | 0          | ?           | ?          | ?           | ?           | ?           | ?           | 4+       | 0+     | 0+          | 0+         |
| V. Magrini      | 16       | 0       | 0           | 0          | ?            | ?            | ?            | ?            | ?          | 0          | ?           | ?          | ?           | ?           | ?           | ?           | 16+      | 0+     | 0+          | 0+         |
| R. Manieri      | 10       | 2       | 0           | 0          | ?            | ?            | ?            | ?            | ?          | 0          | ?           | ?          | ?           | 3           | ?           | ?           | 10+      | 5+     | 0+          | 0+         |
| M. Mazzurana    | 0        | 0       | 0           | 0          | ?            | ?            | ?            | ?            | ?          | 0          | ?           | ?          | ?           | ?           | ?           | ?           | 0+       | 0+     | 0+          | 0+         |
| M. Mencaccini   | 14       | 2       | 1           | 0          | ?            | ?            | ?            | ?            | ?          | 0          | ?           | ?          | ?           | ?           | ?           | ?           | 14+      | 2+     | 1+          | 0+         |
| G. Motta        | 22       | 1       | 0           | 0          | ?            | ?            | ?            | ?            | ?          | 0          | ?           | ?          | ?           | 2           | ?           | ?           | 22+      | 3+     | 0+          | 0+         |
| P. Panico       | 19       | 27      | 2           | 0          | ?            | ?            | ?            | ?            | ?          | 0          | ?           | ?          | ?           | 8           | ?           | ?           | 19+      | 35+    | 2+          | 0+         |
| R. Perobello    | 5        | 1       | 0           | 0          | ?            | ?            | ?            | ?            | ?          | 0          | ?           | ?          | ?           | ?           | ?           | ?           | 5+       | 1+     | 0+          | 0+         |
| A. M. Picarelli | 6        | -4      | 0           | 0          | ?            | ?            | ?            | ?            | ?          | 0          | ?           | ?          | ?           | ?           | ?           | ?           | 6+       | -4+    | 0+          | 0+         |
| M. Sorvillo     | 21       | 0       | 0           | 0          | ?            | ?            | ?            | ?            | ?          | 0          | ?           | ?          | ?           | ?           | ?           | ?           | 21+      | 0+     | 0+          | 0+         |
| R. Stefanelli   | 21       | 1       | 2           | 0          | ?            | ?            | ?            | ?            | ?          | 0          | ?           | ?          | ?           | ?           | ?           | ?           | 21+      | 1+     | 2+          | 0+         |
| S. Toselli      | 14       | 2       | 0           | 0          | ?            | ?            | ?            | ?            | ?          | 0          | ?           | ?          | ?           | ?           | ?           | ?           | 14+      | 2+     | 0+          | 0+         |
| A. Tuttino      | 21       | 7       | 0           | 0          | ?            | ?            | ?            | ?            | ?          | 0          | ?           | ?          | ?           | 5           | ?           | ?           | 21+      | 12+    | 0+          | 0+         |
| E. Vicchiarello | 19       | 7       | 1           | 0          | ?            | ?            | ?            | ?            | ?          | 0          | ?           | ?          | ?           | 3           | ?           | ?           | 19+      | 10+    | 1+          | 0+         |